# Éditeur intellectuel
Un éditeur intellectuel (ou éditeur scientifique ou directeur de publication) est un acteur responsable du contenu, de l'orientation et de la validation littéraire ou scientifique d'un livre ou d'une revue.

## Éditeur de revue ou d'ouvrage collectif
L’éditeur intellectuel est toujours rattaché sous différentes formes possibles à la communauté scientifique à laquelle s’adresse la revue.  
L'éditeur intellectuel (appelé souvent directeur — ou editor, en anglais) dirige et coordonne les aspects scientifiques des documents : périodiques scientifiques (en anglais, journal) ou ouvrages collectifs. Dans le premier cas, il dirige le processus de validation (comité de lecture, relecture par les pairs). Dans le cas d'un ouvrage collectif (en anglais, edited book) — c'est-à-dire un ouvrage portant un titre spécifique et consacré à un seul sujet, qui réunit plusieurs contributions de chercheurs — l'éditeur intellectuel coordonne le travail des différents auteurs. Il n'est pas rare qu'il y ait deux éditeurs intellectuels ou plus pour un ouvrage collectif. À noter que cette démarche est similaire pour la publication des actes d'un congrès, d'un colloque ou d'une conférence. En outre, le vocabulaire est parfois flottant : on parle aussi d'éditeur scientifique, ou encore de directeur de publication. 
L'éditeur intellectuel ne doit pas être confondu avec l'éditeur (en anglais, publisher) au sens de maison d'édition chargée, elle, de la publication matérielle de la revue ou du livre et de sa diffusion-distribution. Cette dernière peut parfois être l’initiatrice d'une revue, solliciter un comité éditorial, le mettre en place et l’animer. 
Lorsqu'aucun éditeur intellectuel n'est mentionné pour une revue déterminée, cela signifie que l’éditeur-diffuseur est également son éditeur intellectuel.

### Exemples de références d'ouvrages collectifs
En français, la fonction d'éditeur intellectuel est en général indiquée par l'abréviation (Dir.)
- Raphaël Liogier (Dir.), Le bouddhisme et ses normes - traditions-modernités, Strasbourg, Presses Universitaires de Strasbourg, 2006. (Voir le contenu et les différentes contributions des auteurs ayant participé à cet ouvrage).

En anglais, on utilise l'abréviation (Ed.)
- Michael Jerryson & Mark Juergensmeyer. (Eds.), Buddhist warfare, Oxford, Oxford University Press, 2008. (Voir le contenu et les différentes contributions des auteurs ayant participé à cet ouvrage).